# Charny (Côte-d'Or)
Pour les articles homonymes, voir Charny.
Charny est une commune française située dans le département de la Côte-d'Or en région Bourgogne-Franche-Comté.

## Géographie
Localité de l'Auxois, située à l'ouest du département de la Côte-d'Or, Charny possède une petite hydrographie tributaire de l'Armançon, qui passe à l'est puis au nord du ban communal.

### Communes limitrophes
| Noidan   | Normier         |                    |
| Fontangy | Charny          | Thorey-sous-Charny |
| Missery  | Mont-Saint-Jean |                    |

### Climat
Pour des articles plus généraux, voir Climat de la Bourgogne-Franche-Comté et Climat de la Côte-d'Or.
En 2010, le climat de la commune est de type climat de montagne, selon une étude du Centre national de la recherche scientifique s'appuyant sur une série de données couvrant la période 1971-2000. En 2020, Météo-France publie une typologie des climats de la France métropolitaine dans laquelle la commune est exposée à un climat océanique altéré et est dans la région climatique  Lorraine, plateau de Langres, Morvan, caractérisée par un hiver rude (1,5 °C), des vents modérés et des brouillards fréquents en automne et hiver. 
Pour la période 1971-2000, la température annuelle moyenne est de 9,7 °C, avec une amplitude thermique annuelle de 16,2 °C. Le cumul annuel moyen de précipitations est de 957 mm, avec 13 jours de précipitations en janvier et 8,5 jours en juillet. Pour la période 1991-2020, la température moyenne annuelle observée sur la station météorologique de Météo-France la plus proche, « Pouilly-en-Aux_sapc », sur la commune de Pouilly-en-Auxois à 13 km à vol d'oiseau, est de 10,7 °C et le cumul annuel moyen de précipitations est de 859,1 mm,. Pour l'avenir, les paramètres climatiques de la commune estimés pour 2050 selon différents scénarios d'émission de gaz à effet de serre sont consultables sur un site dédié publié par Météo-France en novembre 2022.

## Urbanisme

### Typologie
Au 1er janvier 2024, Charny est catégorisée commune rurale à habitat très dispersé, selon la nouvelle grille communale de densité à 7 niveaux définie par l'Insee en 2022.
Elle est située hors unité urbaine et hors attraction des villes,.

### Occupation des sols
L'occupation des sols de la commune, telle qu'elle ressort de la base de données européenne d’occupation biophysique des sols Corine Land Cover (CLC), est marquée par l'importance des territoires agricoles (69,3 % en 2018), une proportion identique à celle de 1990 (69,3 %). La répartition détaillée en 2018 est la suivante :
prairies (31,1 %), forêts (30,7 %), terres arables (27,7 %), zones agricoles hétérogènes (10,5 %). L'évolution de l’occupation des sols de la commune et de ses infrastructures peut être observée sur les différentes représentations cartographiques du territoire : la carte de Cassini (XVIIIe siècle), la carte d'état-major (1820-1866) et les cartes ou photos aériennes de l'IGN pour la période actuelle (1950 à aujourd'hui).

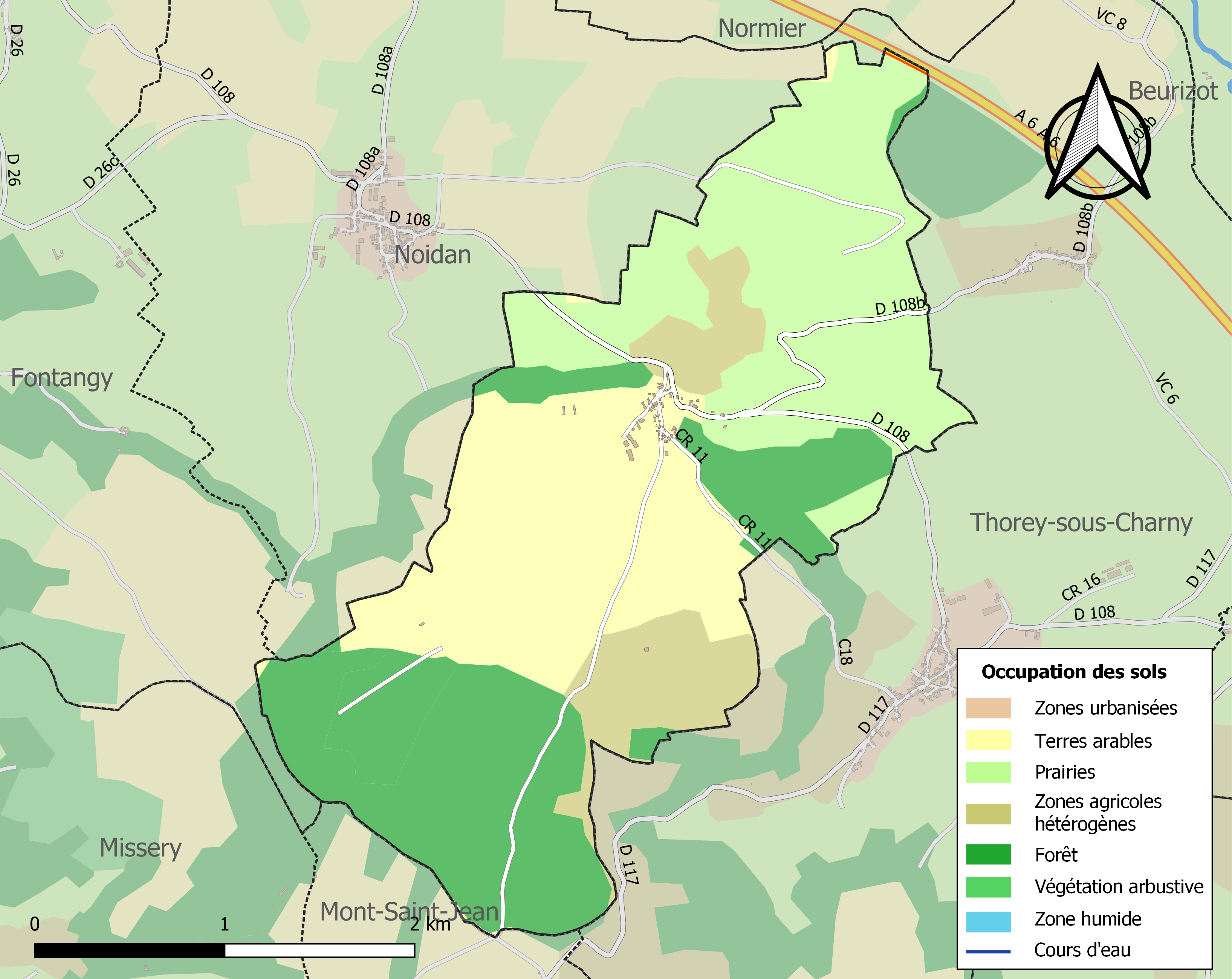
Carte des infrastructures et de l'occupation des sols de la commune en 2018 (CLC).

## Histoire
Le site archéologique dit « la grange du Mont » se situe à la pointe sud de la commune, au lieu-dit "Sous les Pièces" : il s'agit d'un domaine rural de la fin du Moyen-Âge
Charny fut éponyme d'une célèbre famille noble médiévale, branche cadette des Mont-Saint-Jean, détentrice de la seigneurie à partir de Pons/Ponce de Mont-St-Jean († 1230 ; fils puîné d'Hugues II de Mont-St-Jean et d'Elisabeth de Vergy, dame en partie de Châtel-Censoir), jusqu'à sa descendante à la 5e génération, Guillemette de Charny († vers 1361 ; mariée vers 1335 à Philippe de Jonvelle et Sexfontaines). Guillemette et Philippe eurent deux filles :
- Isabelle de Jonvelle, la cadette, mariée en 1358 avec postérité à Gobert IX d'Aspremont (arrière-petit-fils de Geoffroi III d'Apremont),
- et Agnès de Jonvelle (vers 1345-1408), l'aînée, dame de Jonvelle, Sexfontaines et Charny, épouse 1°, en 1358, de Guillaume IV de Vergy († 1374), seigneur de Mirebeau et de Bourbonne[16], puis 2°, en 1375, de Philibert de Bauffremont, baron de Bauffremont (vers 1340-1415 à Azincourt), chambellan de Bourgogne (Postérité des deux unions).

Le fils héritier d'Agnès de Jonvelle, Jean de Bauffremont, mourut en 1415 sans postérité, tué à Azincourt avec son père Philibert ; sa demi-sœur aînée, Jeanne de Vergy (1360-† 1410), par son père dame de Mirebeau et de Bourbonne, et l'héritière de Fontaine-Française, devint alors aussi l'héritière des fiefs maternels, qu'elle transmit à son 2e mari Henri de Bauffremont-Scey, épousé en 1383 (Jeanne avait d'abord marié 1° en 1371 et sans postérité Jean III de Montfaucon, † 1372).
La postérité de Pierre de Bauffremont (1400-1472), Sénéchal de Bourgogne et chevalier de l'Ordre de la Toison d'or, gendre du duc Philippe le Bon, fils cadet d'Henri de Bauffremont-Scey et Jeanne de Vergy, héritera de Fontaine-Française, Charny et Mirebeau (un frère de Pierre, Jean de Bauffremont, † 1462, fut seigneur de Bourbonne, que sa postérité garda, et aussi de Mirebeau, qui échut audit Pierre). Charny fut érigé en comté en juillet 1456, avec Mont-Saint-Jean, Arnay et Pouilly, par le duc Philippe au profit de son gendre Pierre de Bauffremont.
- La descendance de Pierre fut d'abord celle de sa fille aînée, Antoinette de Bauffremont, comtesse de Charny, épouse en 1472 d'Antoine de Luxembourg, comte de Brienne, baron de Piney († 1519) ; leur fille Philiberte de Luxembourg maria Jean IV de Chalon, prince d'Orange (Postérité éteinte en 1544) ;
- Puis celle de sa fille cadette, Jeanne de Bauffremont, qui épousa 1° Jacques Rolin (mort en 1476 à Grandson ; petit-fils de Nicolas) ; 2° en 1481 Philippe de Longwy (-Neublans > Seigneurs, toutes les branches) sgr. de Pagny, Givry/Gevry, Longepierre, Rahon et Binans, dont elle eut quatre enfants, d'où la succession des fiefs qu'on vient de rencontrer ; cf. notamment deux de leurs fils : Claude, le cardinal de Givry, et Jean IV de Longwy, père de Françoise de Longwy qui convola en 1526 avec Philippe Chabot) ; et 3° Hélion II de Grandson.

Philippe Chabot (1492-1543), amiral de France, dit l'amiral de Brion, et Françoise de Longwy (vers 1510-1565), comtesse de Charny et de Buzançais, dame de Pagny, Gevry, Mirebeau-sur-Bèze et Fontaine-Française, eurent pour héritiers leur fils aîné Léonor Chabot (1525-1597), comte de Charny et de Buzançais, sire de Pagny, Givry et Brion, puis une de ses filles cadettes, Marguerite Chabot (1565-1652), comtesse de Charny, mariée en 1583 à Charles Ier de Lorraine-Guise, duc d'Elbeuf (1556-1605) ; (plusieurs Jacques et Charles Chabot, issus du frère cadet de Léonor Chabot, François Chabot sire de Fontaine et marquis de Mirebeau, furent aussi décorés du nom de comte de Charny, sans doute comme titre de courtoisie : voir à l'article Philippe).
D'où la succession de Charny chez les Lorraine-Elbeuf, avec leur fils cadet Henri, comte d'Harcourt, d'Armagnac et de Brionne, dit Cadet la Perle (1601-1666) ; père de Louis (1641-1718), comte d'Armagnac, de Charny et de Brionne, grand écuyer de France ; père d'Henri (1661-1713), comte de Brionne et grand écuyer de France ; père de Louis (1692-1743), prince de Lambesc ; père de Louis-Charles (1725-1761), prince de Lambesc, comte de Brionne, grand écuyer de France, dont la veuve et 3e épouse Louise-Julie-Constance de Rohan (1734-1815), fille de Charles de Rohan, prince de Rochefort et de Montauban, mère du prince de Lambesc, duc d'Elbeuf (dernier des Lorraine-Guise) et de Joséphine (femme de Victor-Amédée II de Savoie-Carignan : ancêtres des rois d'Italie de la maison de Savoie), vendit la terre de Charny en 1778 aux Dames de Saint-Cyr, Maison royale de St-Louis, tout en en conservant le titre, transmis à la maison royale d'Italie.

## Politique et administration

### Liste des maires

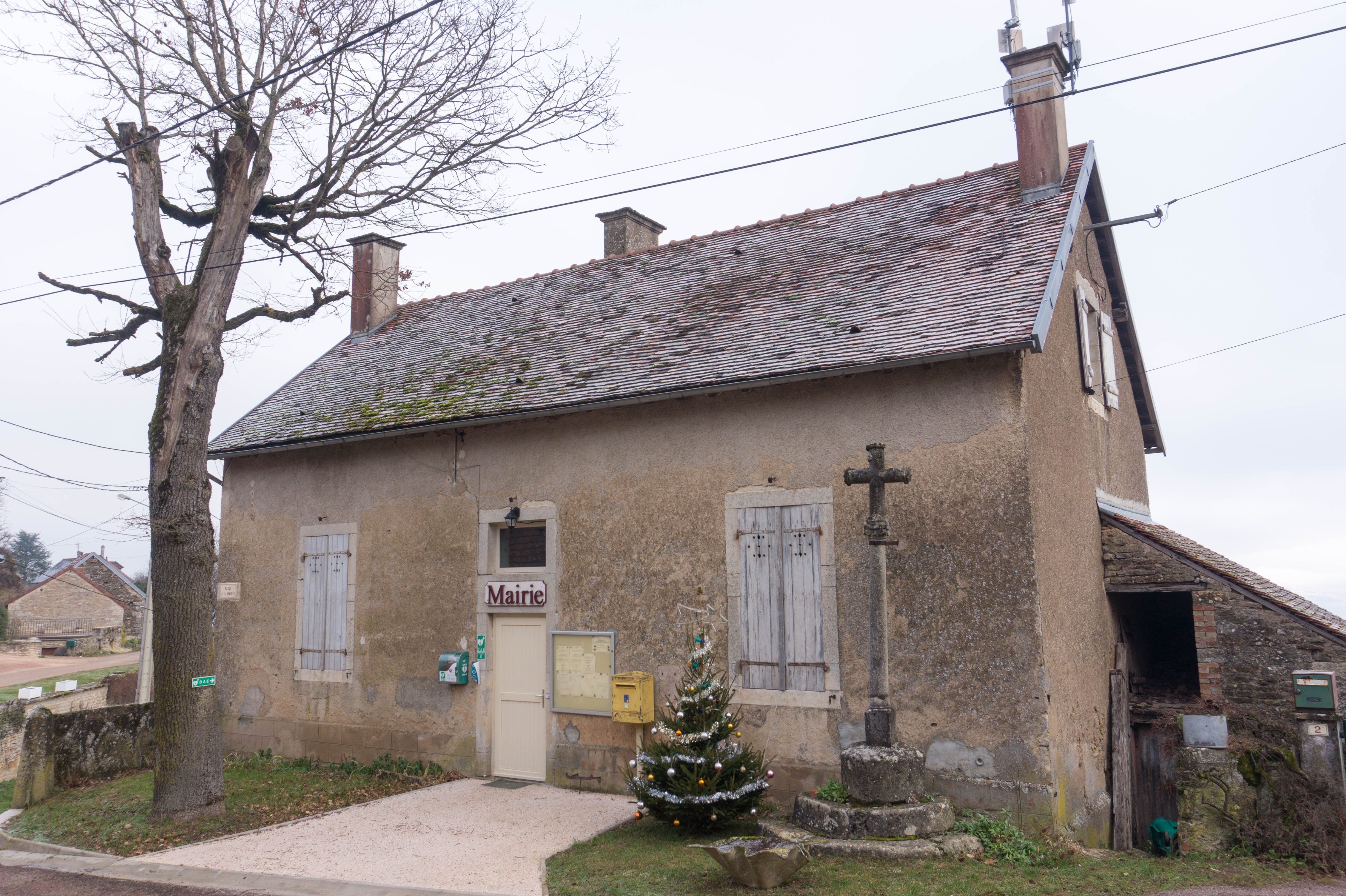
Mairie de Charny

| Période   | Période  | Identité      | Étiquette | Qualité |
| --------- | -------- | ------------- | --------- | ------- |
| mars 2001 | mai 2008 | Alain Zarka   |           |         |
| mai 2008  | En cours | Yann Quilliot |           |         |

## Population et société

### Démographie
L'évolution du nombre d'habitants est connue à travers les recensements de la population effectués dans la commune depuis 1793. Pour les communes de moins de 10 000 habitants, une enquête de recensement portant sur toute la population est réalisée tous les cinq ans, les populations de référence des années intermédiaires étant quant à elles estimées par interpolation ou extrapolation. Pour la commune, le premier recensement exhaustif entrant dans le cadre du nouveau dispositif a été réalisé en 2005.

En 2022, la commune comptait 34 habitants, en stagnation par rapport à 2016 (Côte-d'Or : +0,82 %, France hors Mayotte : +2,11 %).
| 1793 | 1800 | 1806 | 1821 | 1831 | 1836 | 1841 | 1846 | 1851 |
| ---- | ---- | ---- | ---- | ---- | ---- | ---- | ---- | ---- |
| 222  | 238  | 246  | 282  | 282  | 241  | 229  | 200  | 204  |

| 1856 | 1861 | 1866 | 1872 | 1876 | 1881 | 1886 | 1891 | 1896 |
| ---- | ---- | ---- | ---- | ---- | ---- | ---- | ---- | ---- |
| 182  | 165  | 173  | 156  | 160  | 161  | 169  | 154  | 122  |

| 1901 | 1906 | 1911 | 1921 | 1926 | 1931 | 1936 | 1946 | 1954 |
| ---- | ---- | ---- | ---- | ---- | ---- | ---- | ---- | ---- |
| 126  | 117  | 95   | 99   | 87   | 82   | 91   | 64   | 65   |

| 1962 | 1968 | 1975 | 1982 | 1990 | 1999 | 2005 | 2006 | 2010 |
| ---- | ---- | ---- | ---- | ---- | ---- | ---- | ---- | ---- |
| 50   | 51   | 45   | 42   | 38   | 34   | 33   | 31   | 33   |

| 2015 | 2020 | 2022 | - | - | - | - | - | - |
| ---- | ---- | ---- | - | - | - | - | - | - |
| 34   | 35   | 34   | - | - | - | - | - | - |

## Culture locale et patrimoine

### Lieux et monuments
- Ruines du château de Charny, classées M.H.

### Personnalités liées à la commune
- Geoffroi de Charny, chevalier et écrivain du XIVe siècle.
- Pierre de Bauffremont (1400-1472), comte de Charny et seigneur de Montfort.
- Léonor Chabot, dit Chabot-Charny.

### Héraldique
| Blason de Charny | Blason  | De gueules à trois écussons d'argent.                                           |
| Blason de Charny | Détails | Armes de la famille de Charny. Le statut officiel du blason reste à déterminer. |